# 馮敬 (西漢)
冯敬（前3世纪—前142年），上党郡人，西漢御史大夫。是秦始皇的武信侯冯无择（馮毋擇，并非是汉朝博成侯冯无择）之子。
汉王三年（前204年）冯敬是魏豹手下骑将，汉王刘邦以韩信为左丞相，与曹参、灌婴一起攻打魏豹。审食其回来后，刘邦问：“魏国大将是谁？”审食其回答：“柏直。”刘邦问：“是口尚乳臭，不能当韩信。骑将是谁？”审食其回答：“冯敬。”刘邦：“是秦将馮毋擇的儿子。虽贤，不能当灌婴。步卒将是谁？”审食其回答：“项它。”刘邦：“不能当曹参。吾无患矣。”汉文帝二年（前178年）冯敬和丞相周勃、太尉灌婴、东阳侯张相如一同说贾谊的坏话。汉文帝三年（前177年）冯敬担任典客。汉文帝六年（前174年）丞相张苍，典客冯敬行御史大夫事，与宗正、廷尉参与处理淮南王刘长谋反事。贾谊上疏《治安策》陈政事：“陛下的大臣，即使有勇敢得像冯敬一样的人，刚刚张开他的口，匕首已经刺进他的胸膛了。（陛下之臣虽有悍如冯敬者，适启其口，匕首已陷其匈矣）”汉文帝七年（前173年）冯敬担任御史大夫。汉文帝十三年（前167年）齐太仓令淳于意之女上书后，文帝拟废除肉刑，冯敬与丞相张苍为之制定具体法令，规定当黥者，髠钳为城旦舂；劓者，笞三百；斩左趾者笞五百。结果犯罪被笞的人多被打死，外有轻刑之名，实际上被处死的人更多。汉文帝十六年（前164年），由申屠嘉接替担任御史大夫。汉景帝後二年（前142年）春，冯敬出任雁门郡太守，与匈奴作战战死。
| 西漢        |                              |               |
| 漢帝國官銜  |                              |               |
| 前任： 韋孟 | 西汉御史大夫 前174年—前164年 | 繼任： 申屠嘉 |